# Diane-Klasse (1932)
Die Diane-Klasse war eine mittlere U-Boot-Schiffsklasse der französischen Marine. In der damaligen französischen Typklassifikation handelte es sich um Boote der Klasse 2. Die neun Boote der Klasse wurden zwischen 1928 und 1934 bei den Werften „Chantier Augustin Normand“ in Le Havre und „Chantier de la Seine“ in Rouen gebaut. Die Klasse wird auch als 630-Tonnen-Typ F bezeichnet.
Nach dem Waffenstillstand zwischen dem Deutschen Reich und Frankreich am 22. Juni 1940 waren die Boote in Französisch-Nordafrika stationiert und standen unter vichy-französischer Kontrolle.
Während der Operation Torch, der alliierten Landung in Französisch-Nordafrika im November 1942, wurden vier Boote von der US Navy vor Casablanca versenkt. Zwei Boote konnten nach Dakar im unter freifranzösischer Kontrolle stehenden Französisch-Westafrika fliehen und wurden von der freifranzösischen Marine übernommen. Diane wurde vor Oran selbstversenkt, Orphée in Nordafrika von den Alliierten erobert. La Sibylle sank im November 1942 unter ungeklärten Umständen.
Alle verbleibenden Boote wurden 1946 stillgelegt.

## Einheiten
| Name       | Bauwerft                            | Kiellegung        | Stapellauf        | Indienststellung  | Verbleib |
| ---------- | ----------------------------------- | ----------------- | ----------------- | ----------------- | --- |
| Méduse     | Chantier Augustin Normand, Le Havre | 1. Januar 1928    | 26. August 1930   | 1. September 1932 | Am 10. November 1942 vor Casablanca von US-Flugzeugen schwer beschädigt. Das Boot strandete bei El Jadida und wurde von einem Bordflugzeug des US-amerikanischen Leichten Kreuzers Philadelphia zerstört.                                                            |
| Diane      | Chantier Augustin Normand, Le Havre | 4. Januar 1928    | 13. Mai 1930      | 1. September 1932 | Wurde am 9. November 1942 vor Oran selbstversenkt. |
| Amphitrite | Chantier Augustin Normand, Le Havre | 8. August 1928    | 20. Dezember 1930 | 8. Juni 1933      | Wurde am 8. November 1942 in Casablanca von dem US-amerikanischen Schlachtschiff Massachusetts und Begleitschiffen sowie Flugzeugen des Flugzeugträgers Ranger versenkt. Das Wrack wurde von den Alliierten gehoben. Amazone wurde im Mai 1946 endgültig gestrichen. |
| Antiope    | Chantier de la Seine, Rouen         | 28. Dezember 1928 | 18. August 1930   | 12. Oktober 1933  | Entkam 1942 nach Dakar und wurde dort von der freifranzösischen Marine übernommen. Antiope wurde am 26. April 1946 außer Dienst gestellt. |
| Amazone    | Chantier de la Seine, Rouen         | 14. Januar 1929   | 28. Dezember 1931 | 12. Oktober 1933  | Entkam 1942 nach Dakar und wurde dort von der freifranzösischen Marine übernommen. Amazone wurde am 26. April 1946 außer Dienst gestellt. |
| Oréade     | Chantier de la Seine, Rouen         | 15. August 1929   | 23. Mai 1932      | 14. Dezember 1933 | Wurde am 8. November 1942 im Hafen von Casablanca von einem US-Flugzeug versenkt. |
| Orphée     | Chantier Augustin Normand, Le Havre | 22. August 1929   | 10. November 1931 | 8. Juni 1933      | Wurde nach der alliierten Landung in Nordafrika von der freifranzösischen Marine übernommen und nach Kriegsende am 15. April 1946 außer Dienst gestellt. |
| La Psyché  | Chantier Augustin Normand, Le Havre | 26. Dezember 1930 | 4. August 1932    | 23. Dezember 1933 | Wurde am 8. November 1942 vor Casablanca von US-Flugzeugen versenkt. Das Wrack wurde 1944 gehoben, aber nicht repariert. |
| La Sibylle | Chantier de la Seine, Rouen         | 10. Januar 1931   | 28. Januar 1933   | 22. Dezember 1934 | Das Boot verließ Casablanca am 8. November 1942 und wird seitdem vermisst. |